# GThumb
gThumb — переглядач і редактор графіки для GNOME, що розповсюджується під ліцензією GNU General Public License.

## Можливості
1. Пошук зображень на диску та їх каталогізація, автооновлення вмісту тек.
2. Перегляд зображень форматів BMP, JPEG, GIF, PNG, TIFF, ICO, XPM. Анімація GIF.
3. Редагування зображень та збереження у форматах JPEG, PNG, TIFF, TGA. Є пакетна обробка (поворот, перейменування, масштабування, обрізання тощо).
4. Імпорт фотографій з камери та їх каталогізація.
5. Пошук дубль-зображень.
6. Створення вебальбомів та робота з ними.
7. Слайдшоу.